# San Miguel, Cacahoatán
San Miguel är en ort i Mexiko.   Den ligger i kommunen Cacahoatán och delstaten Chiapas, i den sydöstra delen av landet, 900 km sydost om huvudstaden Mexico City. San Miguel ligger 1 387 meter över havet och antalet invånare är 134.
Terrängen runt San Miguel är huvudsakligen bergig, men åt sydväst är den kuperad. San Miguel ligger nere i en dal. Runt San Miguel är det ganska tätbefolkat, med 172 invånare per kvadratkilometer. Närmaste större samhälle är Cacahoatán, 19,6 km söder om San Miguel. I omgivningarna runt San Miguel växer i huvudsak städsegrön lövskog.